# Antoinette de Saliès
Antoinette de Saliès, née Antoinette de Salvan en 1639, morte le 14 juin 1730 à Saliès, est une écrivaine française originaire d'Albi.

## Biographie
Antoinette Saliès se désignait « la petite muse d'Albi », dite aussi « La Viguière d'Alby » car elle avait épousé le viguier Antoine de Salies. À la mort de celui-ci elle s'adonna à l'écriture romanesque (roman historique), poétique et épistolaire tout en assurant l'éducation de ses enfants. Elle fut reçue en 1689 à l'Académie des Ricovrati de Padoue, mais n'alla ni en Italie ou ailleurs : elle ne quittait jamais sa province.
En 1704 elle fonda la Société des chevaliers et chevalières de la Bonne-Foi, société littéraire dont on a encore le premier statut :
« Une amitié tendre et sincère,
Plus douce mille fois que l'amoureuse loi,
Doit être le lien, l'aimable caractère
Des chevaliers de Bonne-Foi. »
Elle avait l'ambition de créer une « nouvelle secte de philosophes en faveur des dames » et était convaincue de l'égalité des sexes (Lettre V de madame de Saliez à monsieur de Vertron, page 213 de Lettres de Mesdames de Scudéry, de Saliez et Mademoiselle Descartes). Elle écrit par exemple dans le Mercure Galant de janvier 1682 : « L'égalité des sexes ne se conteste plus parmi les honnêtes gens. »

## Œuvres
- Paraphrases sur les psaumes de la pénitence
- Traduction de psaumes latins
- Traduction de deux odes du poète grec Anacréon
- Lettres et Poésies
- Réflexions chrétiennes
- Deux romans historiques :
  - Les princesses de Bavière : Isabelle et Marguerite
  - La Comtesse d'Isembourg, princesse de Hohenzollern (Claude Barbin, 1678) lire en ligne sur Gallica
- Une élégie pastorale en occitan
- Des poèmes publiés dans le « Mercure Galant » de juin 1679 à mai 1707[9].
- Correspondance et poésies dans la Seconde partie de La Pandore de Charles de Vertron :

Lettre de Saliez sur son projet, pages 111 ; réponse à Vertron 126, 137 ; réponse aux lettres patentes de l'Académie des Ricovrati 143, lettres à Vertron 148, 150, 153, 290, 300 ; sur la nouvelle secte des Filosofes -sic- 312 ; traduction d'un psaume 331, prière pour le Roy 334, lettre à Vertron 462
- Œuvres complètes, édition annotée par Gérard Gouvernet, Paris, Honoré Champion, « Sources classiques », 2004.

## Postérité
- Un restaurant d'Albi nommé La viguière d'Alby.
- La salle des fêtes de Saliès porte son nom.
- L'école Salvan-de-Saliès